# Sphéroplaste
Dans le champ de la biologie, le mot « Sphéroplaste » peut désigner, de façon générale, toutes les formes de protoplasme cellulaire isolé (d'une bactérie Gram- en général). 
Plus spécifiquement, on parle de sphéroplastes pour désigner des bactéries à Gram négatif ayant été exposées à du lysozyme, celui-ci ayant détruit leur paroi cellulaire à un degré moindre qu'il ne l'aurait fait avec des bactéries à Gram positif. Dans ce cas, ce sont le contenu de la cellule, sa membrane plasmique et les restes de la membrane externe qui sont appelés sphéroplaste. 
Certaines bactéries peuvent vivre et se reproduire sans paroi cellulaire. Elles prennent alors une forme arrondie, également dite sphéroplaste.